# Pedro Júnior
Pedro Bispo Moreira Júnior hay đơn giản Pedro Júnior (sinh ngày 29 tháng 1 năm 1987, ở Santana do Araguaia, Brasil) là một tiền đạo bóng đá Brasil thi đấu cho Khor Fakkan.

## Thống kê câu lạc bộ
Cập nhật đến ngày 23 tháng 2 năm 2017.
| Thành tích câu lạc bộ | Thành tích câu lạc bộ | Thành tích câu lạc bộ | Giải vô địch | Giải vô địch | Cúp                   | Cúp                   | Cúp Liên đoàn | Cúp Liên đoàn | Tổng cộng | Tổng cộng |
| Mùa giải              | Câu lạc bộ            | Giải vô địch          | Số trận      | Bàn thắng    | Số trận               | Bàn thắng             | Số trận       | Bàn thắng     | Số trận   | Bàn thắng |
| Nhật Bản              | Nhật Bản              | Nhật Bản              | Giải vô địch | Giải vô địch | Cúp Hoàng đế Nhật Bản | Cúp Hoàng đế Nhật Bản | J. League Cup | J. League Cup | Tổng cộng | Tổng cộng |
| --------------------- | --------------------- | --------------------- | ------------ | ------------ | --------------------- | --------------------- | ------------- | ------------- | --------- | --------- |
| 2007                  | Omiya Ardija          | J1 League             | 6            | 0            | 0                     | 0                     | 0             | 0             | 6         | 0         |
| 2008                  | Omiya Ardija          | J1 League             | 9            | 2            | 0                     | 0                     | 3             | 1             | 12        | 3         |
| 2009                  | Albirex Niigata       | J1 League             | 21           | 10           | 0                     | 0                     | 3             | 0             | 24        | 10        |
| 2009                  | Gamba Osaka           | J1 League             | 7            | 3            | 3                     | 2                     | 0             | 0             | 10        | 5         |
| 2010                  | Gamba Osaka           | J1 League             | 2            | 0            | 0                     | 0                     | 0             | 0             | 2         | 0         |
| 2011                  | Gamba Osaka           | J1 League             | 0            | 0            | 0                     | 0                     | 0             | 0             | 0         | 0         |
| 2011                  | F.C. Tokyo            | J2 League             | 2            | 0            | 0                     | 0                     | 0             | 0             | 2         | 0         |
| 2013                  | Jeju United           | K League              | 25           | 15           | 3                     | 1                     | 0             | 0             | 28        | 16        |
| 2014                  | Vissel Kobe           | J1 League             | 32           | 13           | 1                     | 0                     | 5             | 1             | 38        | 14        |
| 2015                  | Vissel Kobe           | J1 League             | 13           | 1            | 1                     | 0                     | 4             | 2             | 18        | 3         |
| 2016                  | Vissel Kobe           | J1 League             | 29           | 11           | 3                     | 4                     | 5             | 3             | 37        | 18        |
| Quốc gia              | Nhật Bản              | Nhật Bản              | 121          | 40           | 8                     | 6                     | 20            | 7             | 149       | 53        |
| Quốc gia              | Hàn Quốc              | Hàn Quốc              | 25           | 15           | 3                     | 1                     | 0             | 0             | 28        | 16        |
| Tổng                  | Tổng                  | Tổng                  | 146          | 55           | 11                    | 7                     | 20            | 7             | 177       | 69        |

## Danh hiệu
- Brasilian League (2nd division) - 2005
- Rio Grande do Sul State League - 2006
- Chile Octagonal Tournament - 2005
- Cúp Hoàng đế Nhật Bản - 2009
- Campeonato Pernambucano năm 2010 với Sport Recife